# Ministère de l'Économie (Azerbaïdjan)

Le ministère de l'économie de la république d'Azerbaïdjan (en azerbaïdjanais: Azərbaycan Respublikası İqtisadiyyat Nazirliyi) est l'organe exécutif central chargé de la mise en œuvre de la politique et de la réglementation de l'État dans les domaines de la politique économique de la République, du développement de divers secteurs de l'économie, y compris le développement de l'esprit d'entreprise, de la structure et de l'innovation dans l'économie nationale, activités d'investissement, attraction des investissements, investissement et promotion, élimination de la concurrence déloyale, développement de l'entreprenariat, soutien de l'État à l'entrepreneuriat, protection de la concurrence, protection des droits des consommateurs, commerce intérieur, relations économiques et commerciales avec l'étranger, développement socio-économique des régions et du logement et des services communaux. Le ministère est dirigé par Şahin Mustafayev (siyasətçi).

## Histoire
En 1918-1920, le premier ministère du Commerce et de l'Industrie d'Azerbaïdjan a fonctionné au sein du gouvernement de la république démocratique d'Azerbaïdjan.
En république socialiste soviétique d'Azerbaïdjan, qui faisait partie de l'URSS en 1920-1991, les questions économiques étaient réglées par des comités tels que le ministère du Commerce, de l'Industrie et de l'Alimentation, le ministère du Commerce et de l'Industrie et le Comité national de planification de l'URSS.
Le 30 avril 2001, le comité des biens d'État, le ministère de l'économie, le ministère du commerce, le comité d'État pour la politique antimonopole et l'Agence d'aide à l'entrepreneuriat et aux investissements étrangers ont été supprimés et le ministère du développement économique a été créé sur la base de ces organes conformément au décret du président de la république d'Azerbaïdjan.
Le ministère de l'économie et de l'industrie de l'Azerbaïdjan devait être créé sur la base du Ministère du développement économique conformément à l'ordonnance du président de l'Azerbaïdjan portant création du ministère de l'économie et de l'industrie du 22 octobre 2013. 
Par arrêté du président de l'Azerbaïdjan du 15 janvier 2016, le ministère de l'économie de l'Azerbaïdjan a été créé sur la base du Ministère de l'économie et de l'industrie de la République. 
Le 23 octobre 2019, la nouvelle structure du ministère de l'Économie de la république d'Azerbaïdjan a été approuvée.

## Directions des activités du ministère
Le ministère mène des activités dans les domaines définis par le règlement sur le ministère de l'économie de l'Azerbaïdjan. 

## Structure
La nouvelle structure du ministère a été approuvée par le décret du président de l'Azerbaïdjan du 23 octobre 2019.

### Le programme national de développement économique
- Programme d'État pour le développement socioéconomique des régions de la république d'Azerbaïdjan en 2019-2023[5]
- Programme d'État sur le développement socioéconomique des régions de la république d'Azerbaïdjan en 2014-2018 [6]
- Programme d'État sur le développement socioéconomique de la ville de Bakou et de ses agglomérations en 2014-2016 [7]
- Programme d'État sur le développement socioéconomique de la ville de Bakou et de ses établissements au cours des années 2011-2013 [8]
- Programme d'État pour le développement socioéconomique des régions de la république d'Azerbaïdjan pour les années 2009-2013 [9]
- Programme national de réduction de la pauvreté et de développement durable (SPPRSD) en république d'Azerbaïdjan pour 2008-2015 [10]
- Programme d'État sur l'approvisionnement alimentaire fiable de la population de la république d'Azerbaïdjan en 2008-2015 [11]
- Programme d'État pour le développement de l'industrie en Azerbaïdjan en 2015-2020

## Responsabilités
Les responsabilités du ministère comprennent:
- Définir certaines stratégies qui montrent des voies et des directions exactes conduit le développement social et économique du pays, prépare des programmes économiques et contrôle leur mise en œuvre;
- Tenant compte de l'analyse pertinente de la situation économique du pays et fournissant des méthodes appropriées afin de réglementer les activités sociales et économiques;
- Maintenir les liens entre les autorités exécutives centrales et locales pour réaliser les réformes économiques;
- Aux fins d'établir une coopération économique avec les organisations financières internationales et régionales, notamment en prenant certaines mesures afin de développer des relations économiques extérieures plus efficaces conformément à la politique de l'État dans ce domaine;
- Vérifier la mise en œuvre de la politique nationale de commerce;
- Le contrôle de la politique structurelle et d'investissement en république d'Azerbaïdjan est effectué en conséquence;
- Déterminer les modalités de mise en œuvre de la politique économique régionale;
- Suivi de la mise en œuvre des orientations destinées à favoriser le développement de l'entreprenariat;
- Assurer la politique de l'État en matière de privatisation et de contrôle des biens de l'État, mettre en œuvre la cession des biens de l'État;
- Restreindre et éliminer les monopoles et assurer une concurrence loyale entre les organismes économiques, en appliquant des mesures déterminées par la législation visant à garantir la protection des consommateurs;
- Mise en œuvre d'autres responsabilités conformément à la législation de la république d'Azerbaïdjan[12].

## Accomplissement
Les objectifs suivants ont été atteints par le Ministère pendant sa période de fonctionnement:
- Renforcement de la lutte contre les augmentations artificielles des prix;
- Création d'une «ligne directe» pour les producteurs de céréales;
- Produit un catalogue "Made in Azerbaijan", couvrant 10 domaines industriels;
- Préparé des propositions pour la restauration des zones touchées de l'Azerbaïdjan après l'occupation de l'Arménie;
- Commencé à délivrer des licences sous forme électronique;
- Il a soutenu l'entrepreneuriat, l'investissement dans le secteur réel et la préservation d'un taux de manat stable.

## Liste des ministres de l'Économie
- Farhad Aliyev, 30 avril 2001 - 19 octobre 2005
- Heydar Babayev, 19 octobre 2005 - 31 octobre 2008
- Chahin Mustafayev, 31 octobre 2008 - 23 octobre 2019
- Mikayil Jabbarov, 23 octobre 2019 – titulaire[13]